# Balázs Pándi

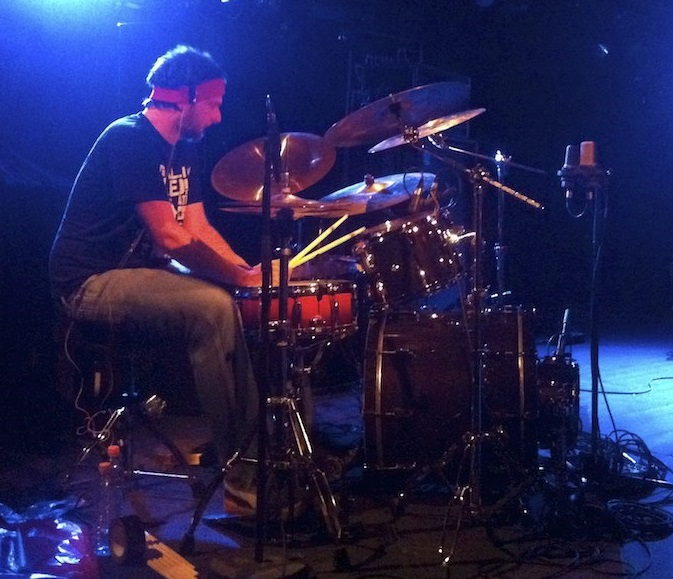
Bei einem Konzert mit Merzbow (2011).

Balázs Pándi (* 6. August 1983 in Budapest) ist ein ungarischer Schlagzeuger, der in vielen Szenen von Metal bis Jazz aktiv ist.

## Leben und Wirken
Als Kind und Jugendlicher spielte Pándi neun Jahre lang in einem Jugendorchester, er lernte klassische Perkussion und Akkordeon. Gleichzeitig begann er bereits damals, sich für Punkmusik zu interessieren.
Pándi kooperiert regelmäßig mit Merzbow. Des Weiteren arbeitete er u. a. mit Venetian Snares, Mats Gustafsson, Mikołaj Trzaska, The Kilimanjaro Darkjazz Ensemble, Thurston Moore, Wadada Leo Smith, Jamie Saft, Joe Morris, Ivo Perelman und Trevor Dunn zusammen. Er spielt regelmäßig in der Band Obake, war 2009–2012 Mitglied von Rope Cosmetology und gründete mit Colin Edwin die Band Metallic Taste of Blood.

## Diskografische Hinweise
- Merzbow + Balázs Pándi Ducks: Live in NYC (Ohm Resistance, 2011)
- Obake Obake (RareNoise Records, 2011)
- Metallic Taste of Blood Metallic Taste of Blood (RareNoise Records, 2012)
- Merzbow / Pándi / Gustafsson Cuts (RareNoise Records, 2013)
- Ivo Perelman / Joe Morris / Balázs Pándi One (RareNoise Records, 2013)
- Wadada Leo Smith / Jamie Saft / Joe Morris / Balázs Pándi Red Hill (RareNoise Records, 2014)
- Trzaska / Mazur / Pándi Tar & Feathers (Gusstaff Records, 2014)
- Merzbow / Mats Gustafsson / Balázs Pándi / Thurston Moore Cuts of Guilt, Cuts Deeper (RareNoise Records, 2015)
- Roswell Rudd / Jamie Saft / Trevor Dunn / Balázs Pándi Strength & Power (RareNoise Records, 2016)
- Keiji Haino / Merzbow / Balázs Pándi Become the Discovered, Not the Discoverer (RareNoise Records, 2019)
- Merzbow, Mats Gustafsson, Balázs Pándi: Cuts Open (Rare Noise, 2020)